# Герман V фон Від
Герман V фон Від (нім. Hermann V. von Wied; 14 січня 1477 — 15 серпня 1552) — церковний і державний діяч Священної Римської імперії, 50-й архієпископ Кельна-курфюрст і 22-й герцог Вестфалії в 1515—1547 роках.

## Життєпис

### Молоді роки
Походив з рейнландського шляхетського роду Рункель-Від. П'ятий син графа Фрідріха IV фон Рункеля зу Від-Ізенбурга та Агнес фон Фірнебург. Народився 1477 року. 1478 року втратив матір. Разом з іншими молодшими братами і сестрами для Германа було визначено церковну кар'єру. 1483 року передано капітулі Кельнського собору для здобуття освіти та виховання. Того ж року після смерті брата Адама стає каноніком Кельнського собору. 1487 року помер його батько. 1493 року поступив на юридичний факультет Кельнського унніверситету.

### Архієпископ
1515 року обирається новим архієпископом Кельнським. Того ж року папа римський Лев X визнав вибори, але паллій отримав лише 1516 року.
1519 року підтримав кандидатуру Карла Габсбурга на виборах римсько-німецького короля під час рейхстагу у Франкфурті-на-Майні. За це архієпископ Кельна отримав 40 тис. гульденів. 1520 року в Аахені спільно з Альбрехтом Гогенцоллерном, архієпископом Майнца, і Ріхардом фон Ґрайффенклау цу Фолрадсом, архієпископом Тріра, провів коронацію Карла V імператором Священної Римської імперії. Того ж року наказав в Кельні спалити праці Мартіна Лютера.
1521 року брав участь у Вормському рейхстазі, де підтримав імператорський едикт проти Лютера. 1523 року заборонив читати та розповсюджувати твори Мартіна Лютера в Кельнській архієпархії, а лютеран арештовувати та висилати. Селянська війна 1523—1526 років практично не зачепила володінь Германа V. На рейхстазі в Шпейєрі 1529 року він проголосував за скликання церковних зборів, щоб відновити релігійний мир. Невдовзі було спалено перших лютеран в Кельні.
1531 року підтримав Фердинанда Гасбурга при обранні королем Німеччини, якого коронував в Аахені. 1532 року призначається адміністратором Падерборнської єпархії (як Герман II). Тут військами посилив владу католиків, знищивши загони лютеран. У 1532 і 1534 роках видав накази проти лютеранства. 1535 року війська Кельнського курфюрства долучилися до облоги Мюнстера, де діяла комуна анабаптистів на чолі із Яном Лейденським. У червні комуну було знищено.
1536 року скликав синод для Кельнської церковної провінції, де брали участь єпископи Льєжа, Мюнстера, Оснабрюка, Міндена та Утрехта. Тут було підтверджено католицькі доктрини, які 1538 року надруковано під назвою «Посібник християнського вчення».
У 1540—1541 роках брав участь у перемовинах в Гааґенау, Вормсі та Регенсбурзі, де обговорювалися питання встановлення релігійного миру, проте без якогось успіху. На зібранні в Регенсбурзі було домовлено, що реформування в кожній церковній провінції прелати проводять на власний розсуд, але чекаючи скликання вселенського собору. Невдовзі після цього Герман V фон Від запросив до себе поміркованого реформатора Мартіна Бюсера зі Страсбургу, призначивши того своїм придворним проповідником в Бонні.
Але проти будь-яких реформ в дусі лютеранства до прийняття рішень вселенського собору виступив лідер католиків архієпископства Йоганн Гроппер. Вже 1542 року почалися конфлікти на цьому ґрунті. Гроппер, капітул собору та схоластик і ректор Кельнського університету Маттіас Акенсіс вимагали негайного усунення Бюсера. Але останнього 1543 року підтримали стани в округах Кельнської єпархії. Невдовзі ландтагу в Бонні було представлено проект реформ, який підтримали лицарі, переважна більшість міст та цехи. Проти реформ виступило кельнське духівництво та власне місто Кельн.
Допомогу фон Віду пропонував Шмалькальденський союз, що був зацікавлений в поширенні Реформації на заході Німеччинни. Втім це створювало складну ситуацію для імператора, збільшуючи кількість курфюрстів-некатоликів.
1544 року капітул Кельнського собору звернувся до папи римського Павла III та імператора Карла V стосовно припинення повноважень Германа V фон Віда. 1545 року Кельнського архієпископа було запрошено до Брюсселю, щоб виправдатися за свої вчинки. Герман фон Від намагався пояснити посланцеві імператора свій проект реформ, а папського легата ігнорував. У відповідь папський легат Джироламо Вералло передав папського листа про відсторонення фон Віда від посади та позбавлення сану. У липні було призначено Адольфа фон Шаумбурга коад'ютором і адміністратором Кельнської єпархії. Але Герман фон Від оголосив, що не визнає папу римського, тому його булли не є законними, можливо він розраховував на швидкі рішення Тридентського сбору, що почав роботу 1545 року. Проти архієпископа виступило імператорське військо. Провінційні стани готові були почати спротив. Втім Герман фон Від під впливом графів Дітриха IV фон Мандерштайда-Шляйдена та Вільгельма II фон Нойєнара, які зауважили на поразці Шмалькальденського союзу в південній Німеччині та на Рейні, не наважився на протистояння та зрікся посади курфюрста і сану архієпископа Кельна.

### Подальше життя
Перебирається до власного графства Від, де 1547 року в місті Бахарах засновує Товариство шляхетного, живого, саморухливого водного мистецтва (на кшталт водної кампанії для перевезення вантажів Рейном), проте воно досить швидко збанкрутувало. Помер 1552 року в замку Від. Поховано в церкві Нідербібера (частина сучасного міста Нойвід).